# Agonac
Agonac ist eine französische Gemeinde mit 1.809 Einwohnern (Stand: 1. Januar 2022) im Norden des Départements Dordogne in der Region Nouvelle-Aquitaine (vor 2016: Aquitanien). Die Gemeinde gehört zum Arrondissement Périgueux und zum Kanton Trélissac (bis 2015: Kanton Brantôme). Die Einwohner werden Agonacois und Agonacoises genannt.

## Geographie
Agonac liegt zwölf Kilometer nordnordöstlich von Périgueux an der Beauronne. Umgeben wird Agonac von den Nachbargemeinden Saint-Front-d’Alemps im Nordosten, Sorges im Osten, Cornille im Südosten, Champcevinel im Süden, Château-l’Évêque im Westen und Südwesten sowie Brantôme en Périgord im Nordwesten.

## Bevölkerungsentwicklung
| 1962                      | 1968 | 1975 | 1982 | 1990 | 1999 | 2006 | 2012 | 2020 |
| ------------------------- | ---- | ---- | ---- | ---- | ---- | ---- | ---- | ---- |
| 1211                      | 1162 | 1027 | 1059 | 1342 | 1451 | 1600 | 1690 | 1791 |
| Quelle: Cassini und INSEE |      |      |      |      |      |      |      |      |

## Gemeindepartnerschaften
Mit der spanischen Gemeinde Almunia de San Juan in der Region Aragon besteht seit 1984 eine Partnerschaft.

## Sehenswürdigkeiten
- Pfarrkirche Saint-Martin aus dem 11./12. Jahrhundert, Ende des 19. Jahrhunderts restauriert,  seit 1900 als Monument historique klassifiziert
- Kapelle Notre-Dame aus dem 19. Jahrhundert
- Chartreuse in Pouliquet aus dem 19. Jahrhundert
- Ehemalige Burg und Schloss Agonac aus dem 10. Jahrhundert, vom 17. bis 19. Jahrhundert umgebaut
- Herrenhaus von Agonac, Ende des 18. Jahrhunderts erbaut
- Herrenhaus in Labrousse aus dem 17./18. Jahrhundert, heute Bauernhof
- Herrenhaus aus dem 18./19. Jahrhundert
- Schloss Gourjou mit Kapelle aus dem 19. Jahrhundert
- Tor Salseyron aus dem 14. Jahrhundert
- Herrenhaus, genannt „Logis de l’hospice“, aus dem 17. Jahrhundert mit Taubenturm

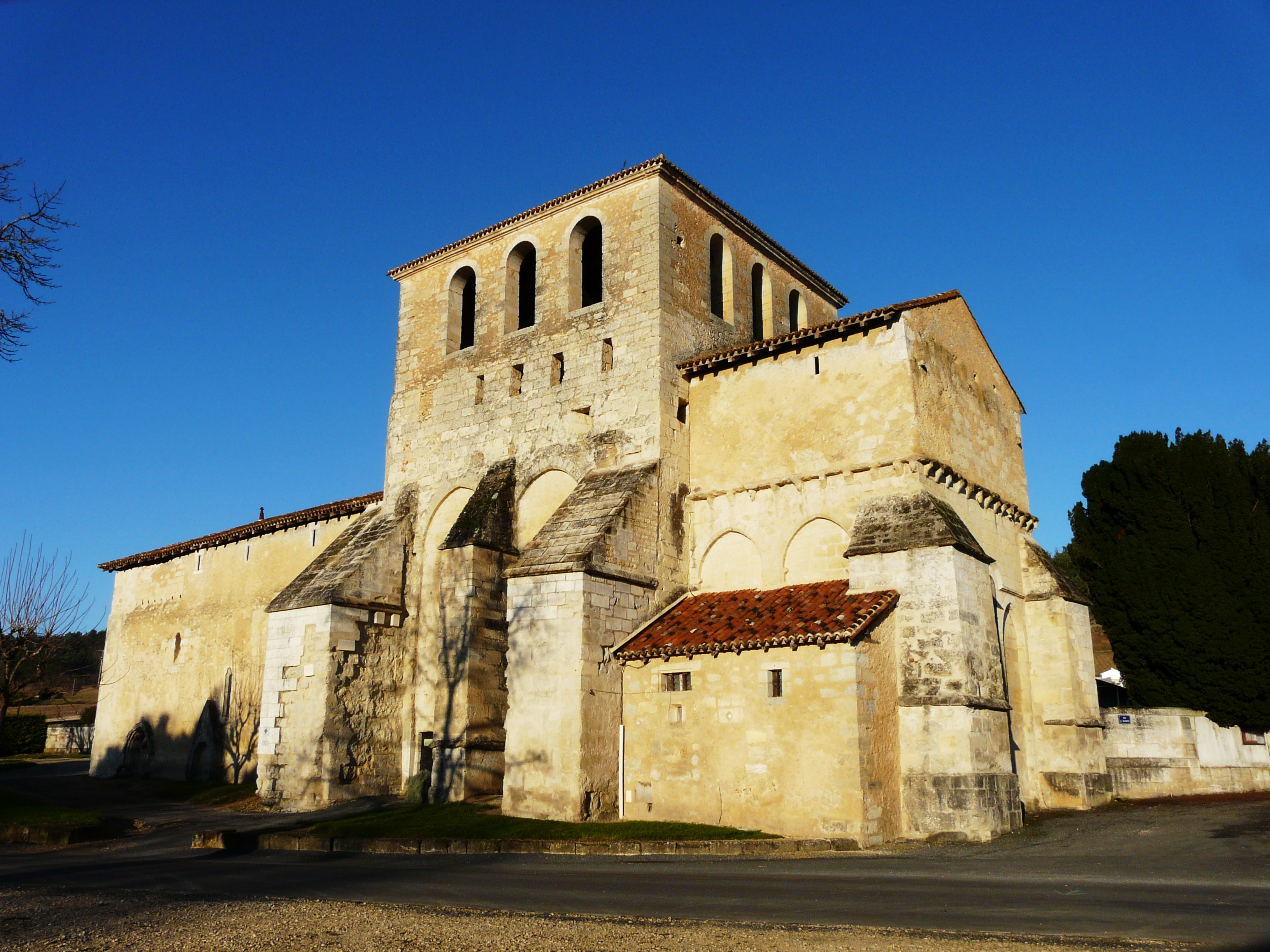
Pfarrkirche Saint-Martin
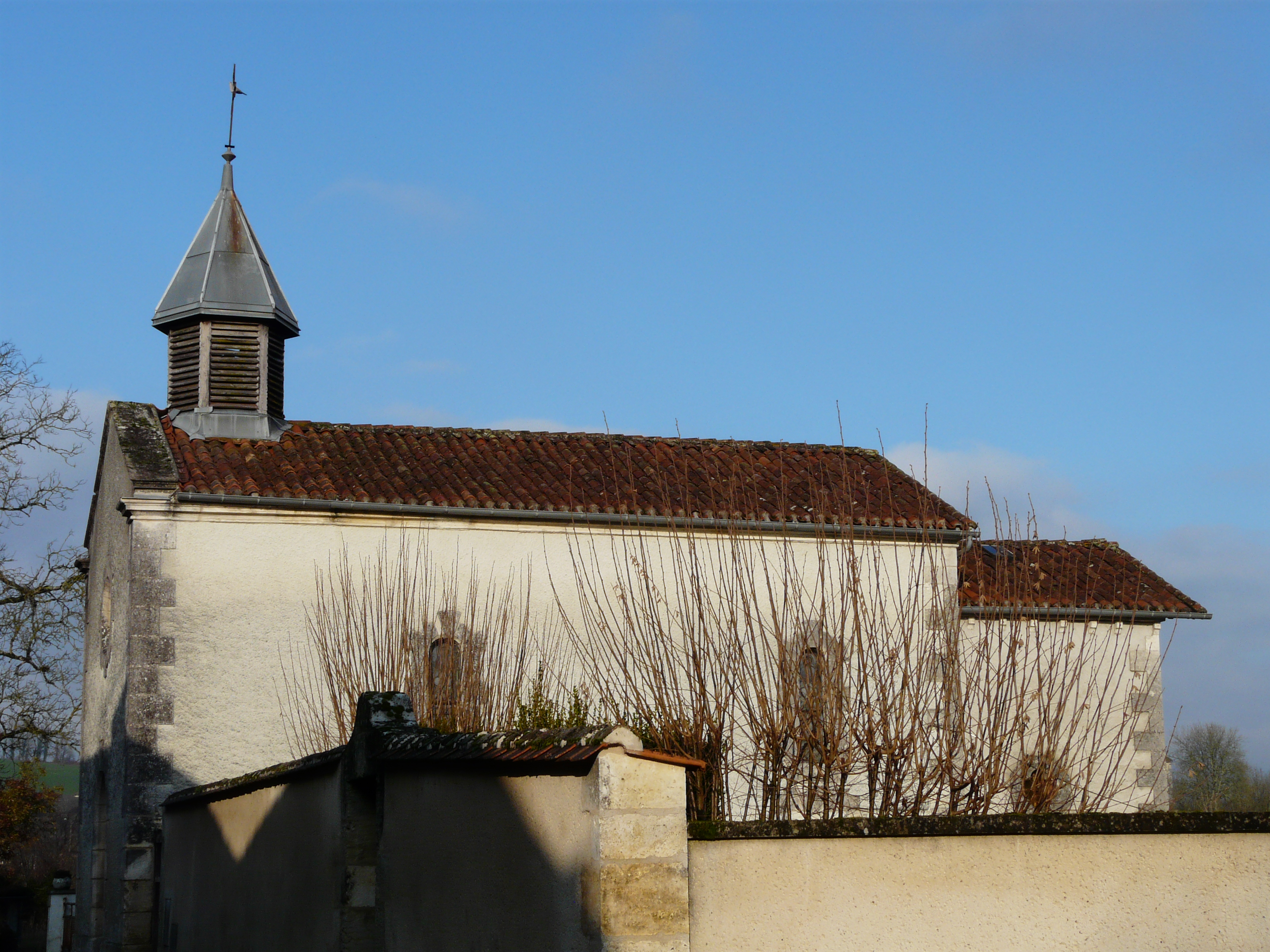
Kapelle Notre-Dame
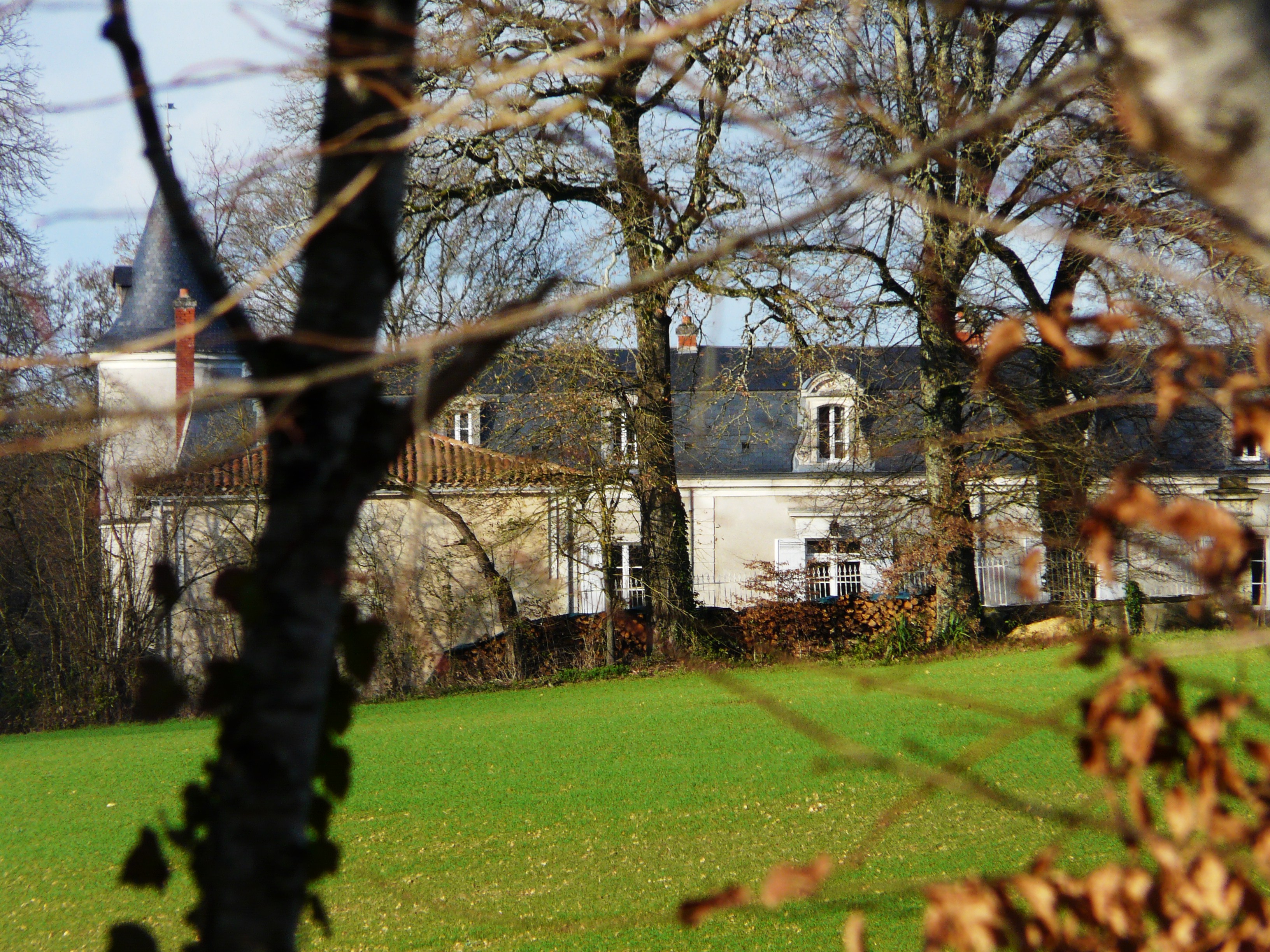
Chartreuse Le Pouliquet
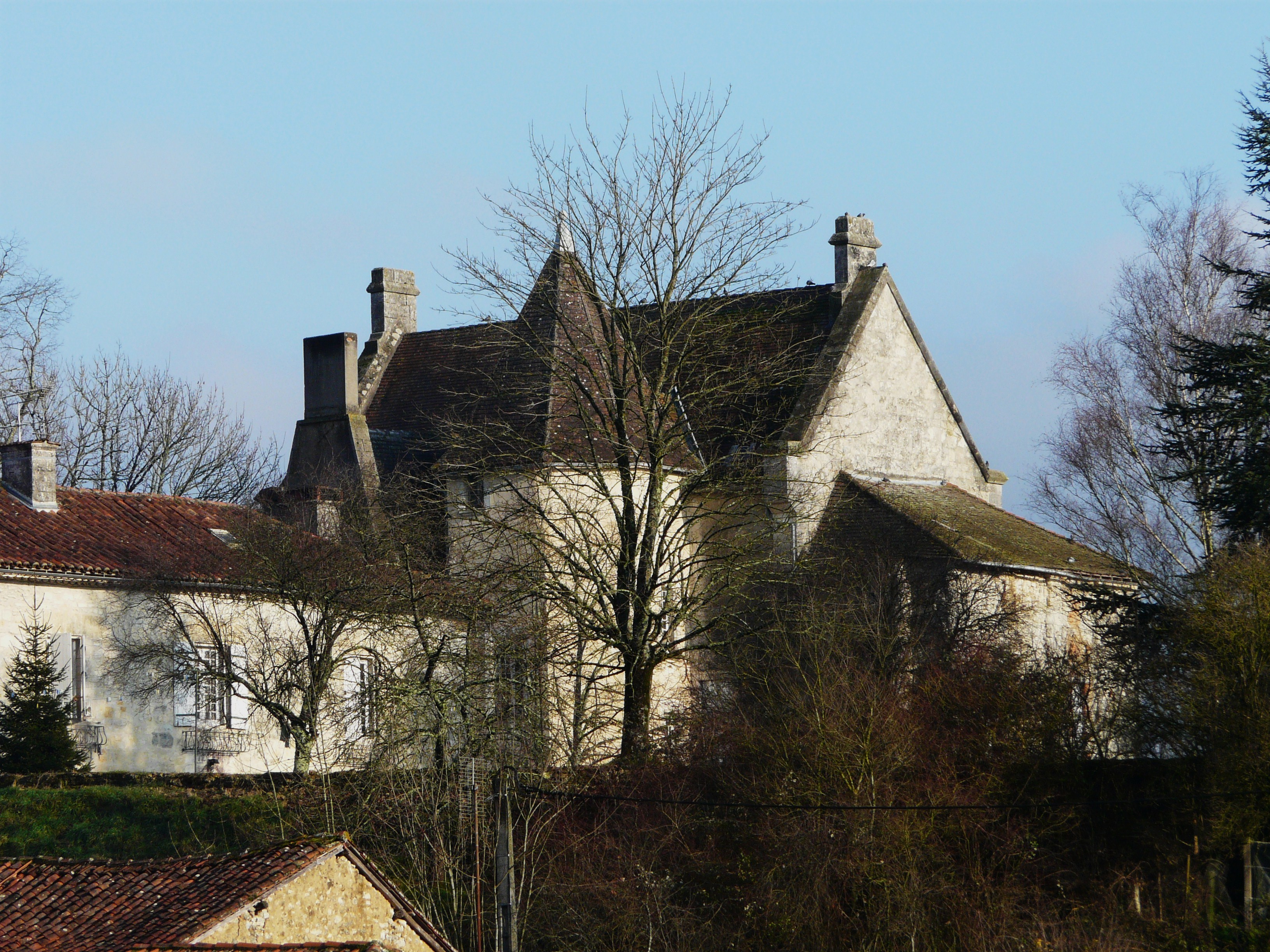
Schloss Agonac
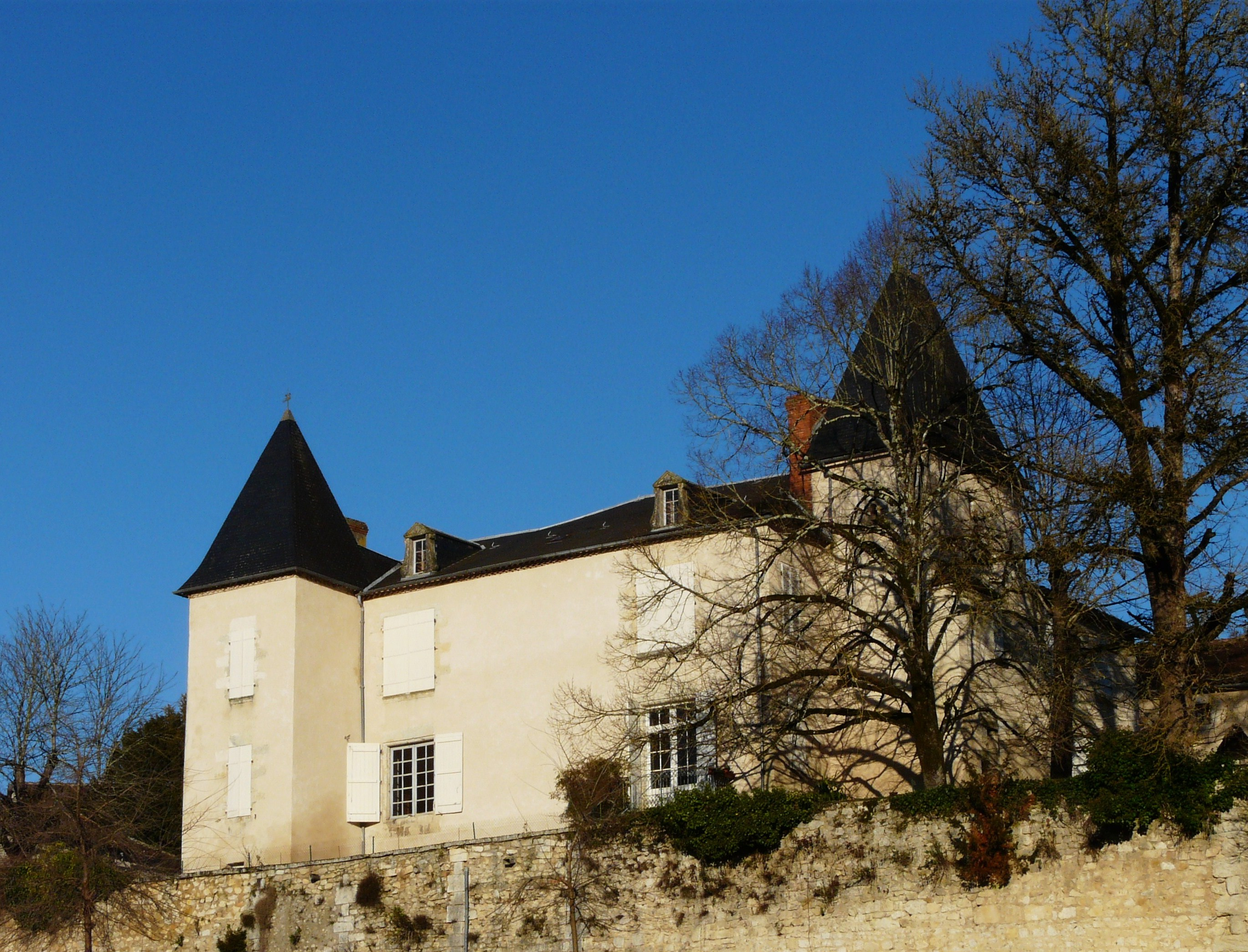
Herrenhaus Agonac
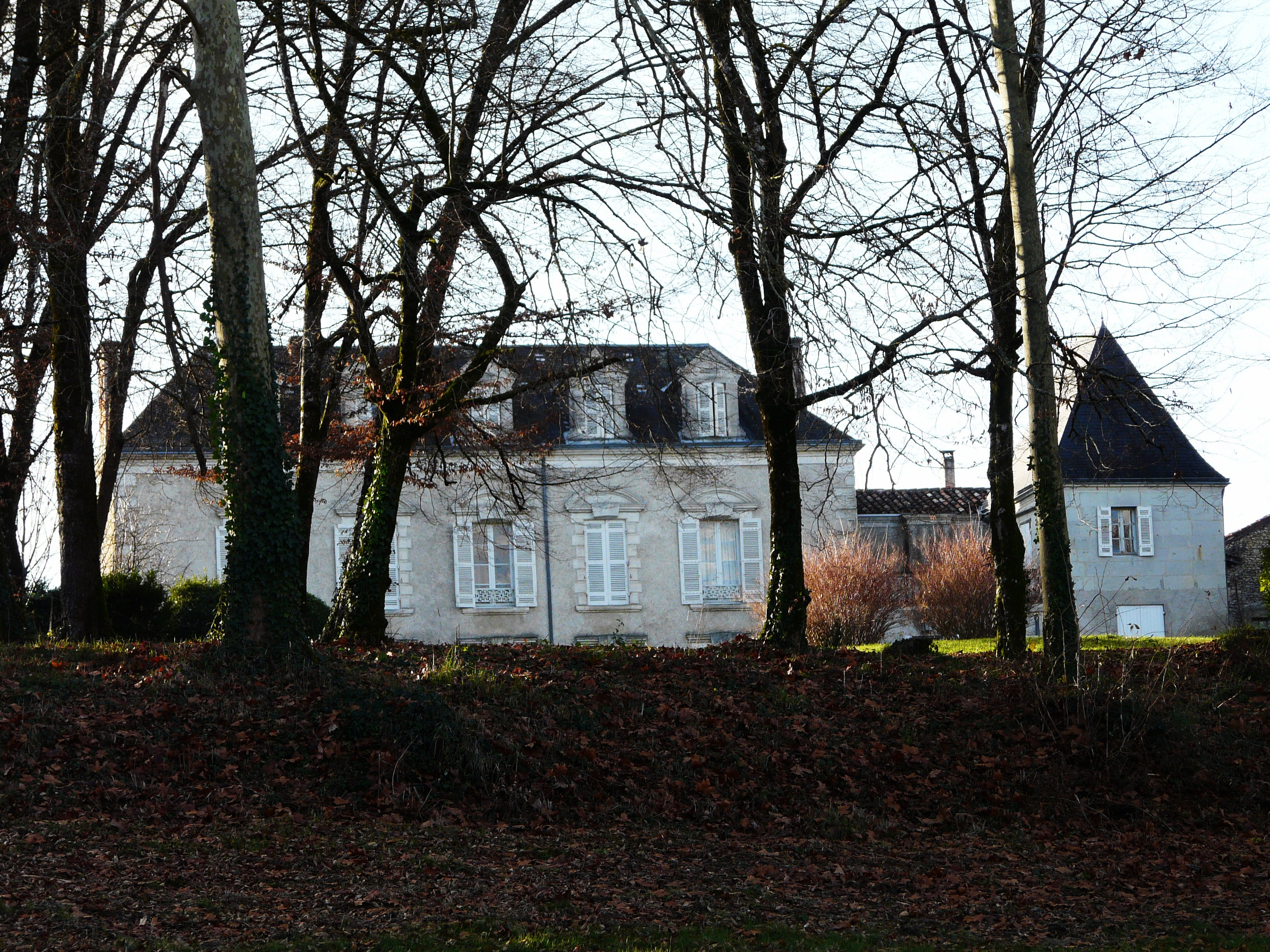
Schloss Gourjou
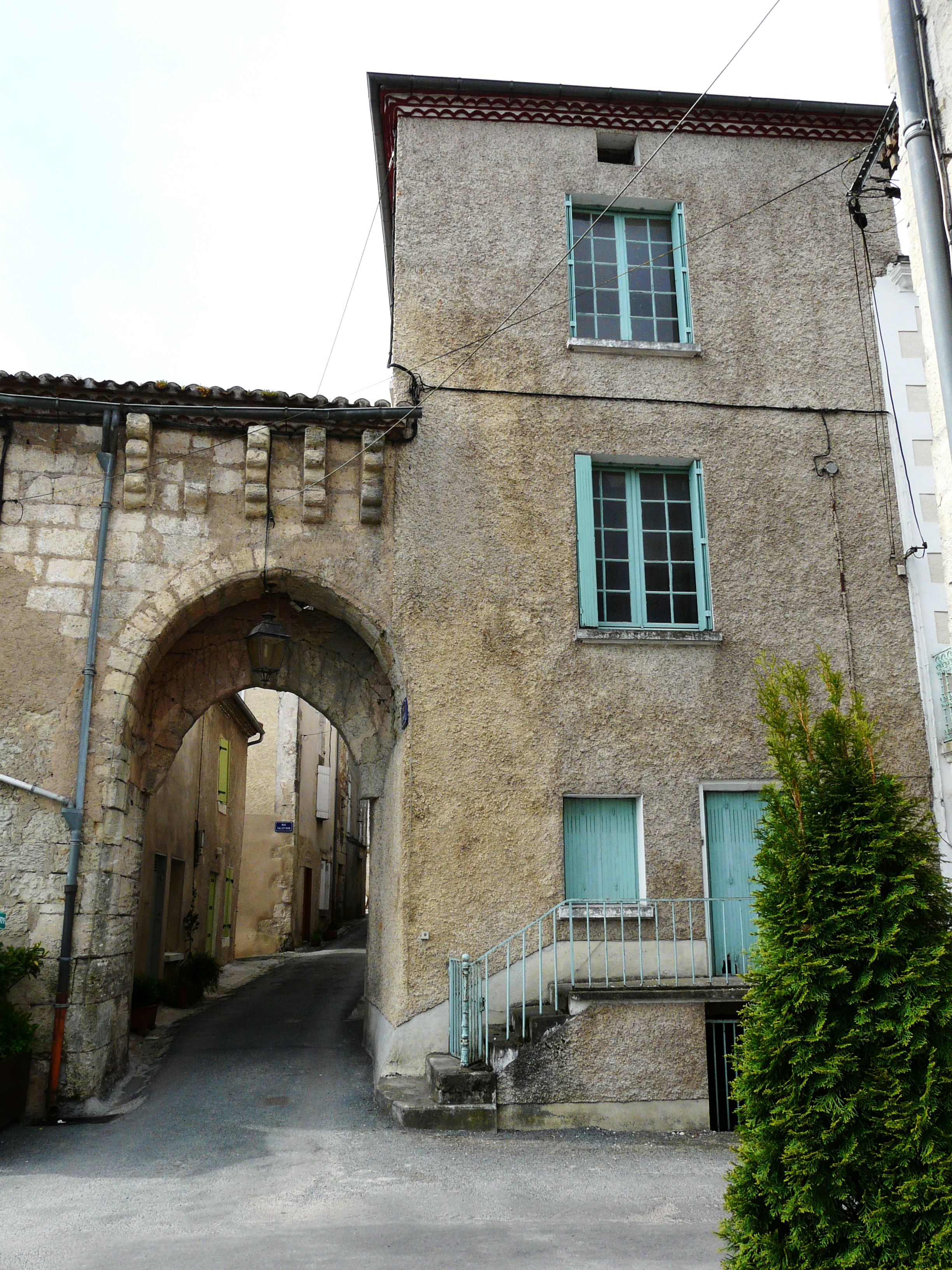
Tor Salseyron
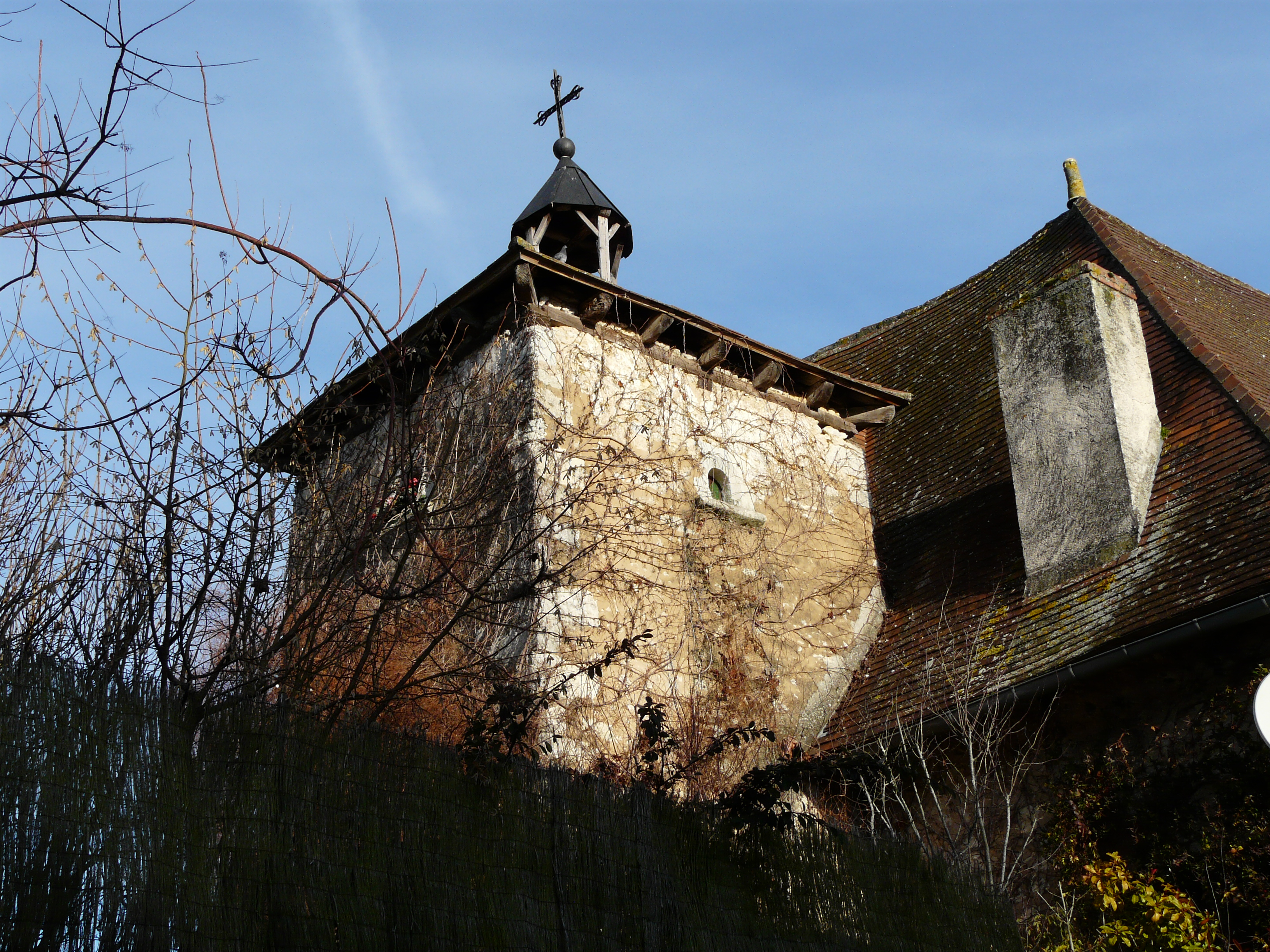
Herrenhaus, genannt „Logis de l’hospice“, Taubenturm

## Persönlichkeiten
- Michel Chadeuil (* 1947), Schriftsteller, in Agonac geboren
- Patrick Vacher (* 1948), professioneller Fußballspieler, in Agonac geboren
- Ginette de Matha (* 1952), französische Diplomatin, in Agonac geboren